# 4e division de fusiliers (2e formation)
Pour les articles homonymes, voir 4e division.
La 4e division de fusiliers est une unité d'infanterie de l'Armée rouge pendant la Seconde Guerre mondiale. Créée en février 1943, elle est dissoute à l'été 1945.

## Historique
La division est formée à partir de février 1943 dans le district militaire de Moscou. Elle a la composition suivante :
- 39e régiment de fusiliers
- 101e régiment de fusiliers
- 220e régiment de fusiliers
- 40e régiment d'artillerie
- 80e groupe (divizion) indépendant antichar
- 41e compagnie de reconnaissance
- 7e bataillon de sapeurs
- 88e bataillon indépendant de transmissions (renuméroté 647e compagnie)
- 55e bataillon médico-sanitaire
- 280e compagnie indépendante de défense chimique
- 107e compagnie automobile
- 272e boulangerie de campagne
- 168e infirmerie vétérinaire divisionnaire
- 1463e bureau de poste de campagne
- 13e bureau de campagne de la Gosbank.

En juillet 1943, elle est affectée à la 11e armée du front de Briansk.  Le 17 septembre 1943, elle reçoit le titre honorifique Бежицкая (Bejitskaïa) après la libération de la ville de Bejitsa (ru).
La division reçoit l'ordre de Souvorov, 2e classe, pour son courage lors de la bataille de Berlin. Elle est dissoute sur le territoire allemand à l'été 1945, par ordre de la Stavka daté du 29 mai 1945.